# Gylippidae
Famille
Synonymes
- Lipophaginae Wharton, 1981

Les Gylippidae sont une famille de solifuges.
Cette famille comprend cinq genres et près de 30 espèces.

## Distribution
Les espèces de cette famille se rencontrent en Afrique australe, au Moyen-Orient, en Asie centrale et en Chine.

## Liste des genres
Selon Solifuges of the World (version 1.0) :
- Acanthogylippus Birula, 1913
- Bdellophaga Wharton, 1981
- Gylippus Simon, 1879
- Lipophaga Purcell, 1903
- Trichotoma Lawrence, 1968

## Publication originale
- Roewer, 1933 : Solifuga, Palpigrada. Dr. H.G. Bronn's Klassen und Ordnungen des Thier-Reichs, wissenschaftlich dargestellt in Wort und Bild. Akademische Verlagsgesellschaft M. B. H., Leipzig. Fünfter Band: Arthropoda; IV. Abeitlung: Arachnoidea und kleinere ihnen nahegestellte Arthropodengruppen, vol. 2/3, p. 161–480 (texte intégral).